# 醇親王奕譞餵鹿

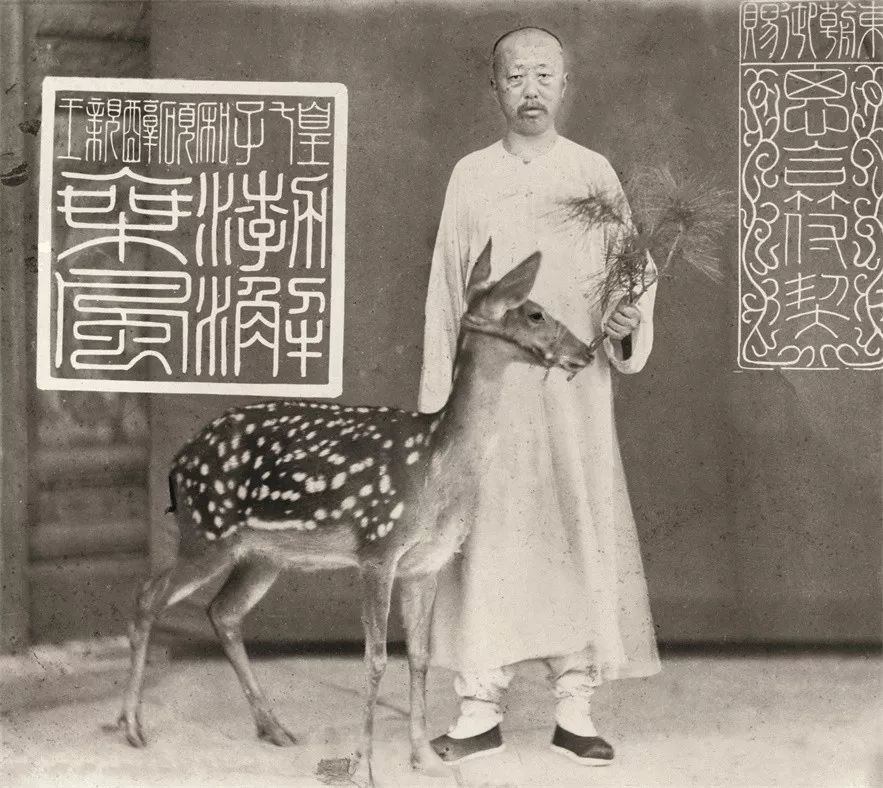
醇親王奕譞餵鹿

醇親王奕譞餵鹿是清代攝影師梁時泰攝於1888年的照片。爲醇親王奕譞六張生活照之一。

## 背景
在這張照片出現的前二十到三十年間，中國對於攝影技術持有懷疑的態度，認爲是可疑的西方發明。 而此張照片則拍攝在攝影技術在中國正式落地生根並被宮廷所接受的年代。當時的清廷並不排斥這類新型的西方技術，達官貴人也樂於使用此類新式科技。從遺留下來的梁時泰爲奕譞在1888年前拍攝的大量生活照可看出中國對攝影技術由懷疑到接受的轉變，足以證明當時攝影已演變成宮廷所認可的官方記錄之藝術媒體。
梁時泰是中國早期的人像攝影師，活躍於十九世紀七八十年代。他在清朝的同治年間向歐洲人學得攝影技術後，在香港的皇后大道發跡，開設了第一家照相館，此後轉到上海、天津等地繼續開設照相館。於光緒初年在天津成立了中國北方地區最早的照相館。在19世紀80年代爲清朝王室大臣拍攝了大量的人像照片，活躍於宮廷內，爲從事人物、新聞攝影的中國攝影先驅之一。梁時泰精於攝影術，擅長迎合中國人的欣賞心理，爲不少朝廷顯要拍攝過照片。1885年拍攝奕譞在天津檢閱海軍後，梁時泰便經常受奕譞的邀約前去爲其拍照，爲奕譞留下了大量的生活照。

## 照片特色
肖像照《醇親王奕譞餵鹿》中的奕譞穿著一身白色袍服的文人裝扮，手上揮舞著松枝，站在一隻梅花鹿旁邊擺姿拍照。照片兩側蓋有閒章二方，一爲「皇七子和碩醇親王渤澥乘風」，一爲「東朝御賜思合符契」。在奕譞的造型方面具有象徵性元素，特別運用了菁英文人學士肖像構圖，藉由文人學士模樣的裝扮把奕譞裝扮成閒暇學士。在道具方面，奕譞手上的松枝和身旁的梅花鹿象徵吉祥長壽的寓意，具有象徵或尊崇的功能，也加強了照片的效果。照片兩側的印章則特別大且一反常態的選用了白色，這樣的裝飾形式與中國傳統的「行樂圖」類似，表達糅合了攝影與傳統書畫的嶄新構圖手法。如此遵循中國肖像畫的規範，說明當時的人像攝影還是會刻意順應傳統的表現形式。根據學者郭傑偉和范德珍的說法可知此照片的拍攝動機並不明確，但梁時泰在爲奕譞拍攝此照片時似乎已對構圖的所有細節都作了相對應的設想。如此滿身斑點的梅花鹿與奕譞的白袍和印章的裝飾圖案相映成趣，成就一張經典的黑白攝影佳作。